# (233707) Alfons
(233707) Alfons est un astéroïde de la ceinture principale.

## Description
(233707) Alfons est un astéroïde de la ceinture principale. Il fut découvert le 26 septembre 2008 à Wildberg par Rolf Apitzsch. Il présente une orbite caractérisée par un demi-grand axe de 2,40 UA, une excentricité de 0,08 et une inclinaison de 10,1° par rapport à l'écliptique.

## Compléments